# Fortalezas e castelos das regiões Volta, Grande Acra, Central e Ocidental
As fortalezas e castelos das regiões Volta, Grande Acra, Central e Ocidental são os remanescentes de antigos fortes-feitorias, erigidos pelos Europeus entre 1482 e 1786, e que ainda podem ser vistos por toda a costa do Gana, na África Ocidental.
Constituíam-se em entrepostos de comércio fortificados, estabelecidos inicialmente pelos portugueses em muitas regiões do mundo, durante a era de expansão marítimo-comercial, a partir do século XV.
Incluídas como Patrimônio Mundial da UNESCO em 1979
Entre os seus remanescentes, destacam-se:
- Castelo de Cape Coast;
- Castelo de Elmina;
- Forte Amsterdam;
- Forte Batenstein;
- Forte de Christiansborg;
- Forte de Santo António de Axim;
- Forte de São Sebastião de Shema;
- Forte de São Tiago (Fort Conraadsburg);
- Forte Good Hope;
- Forte Metal Cross;
- Forte Patience;
- Forte Vrendenburg.

## Galeria

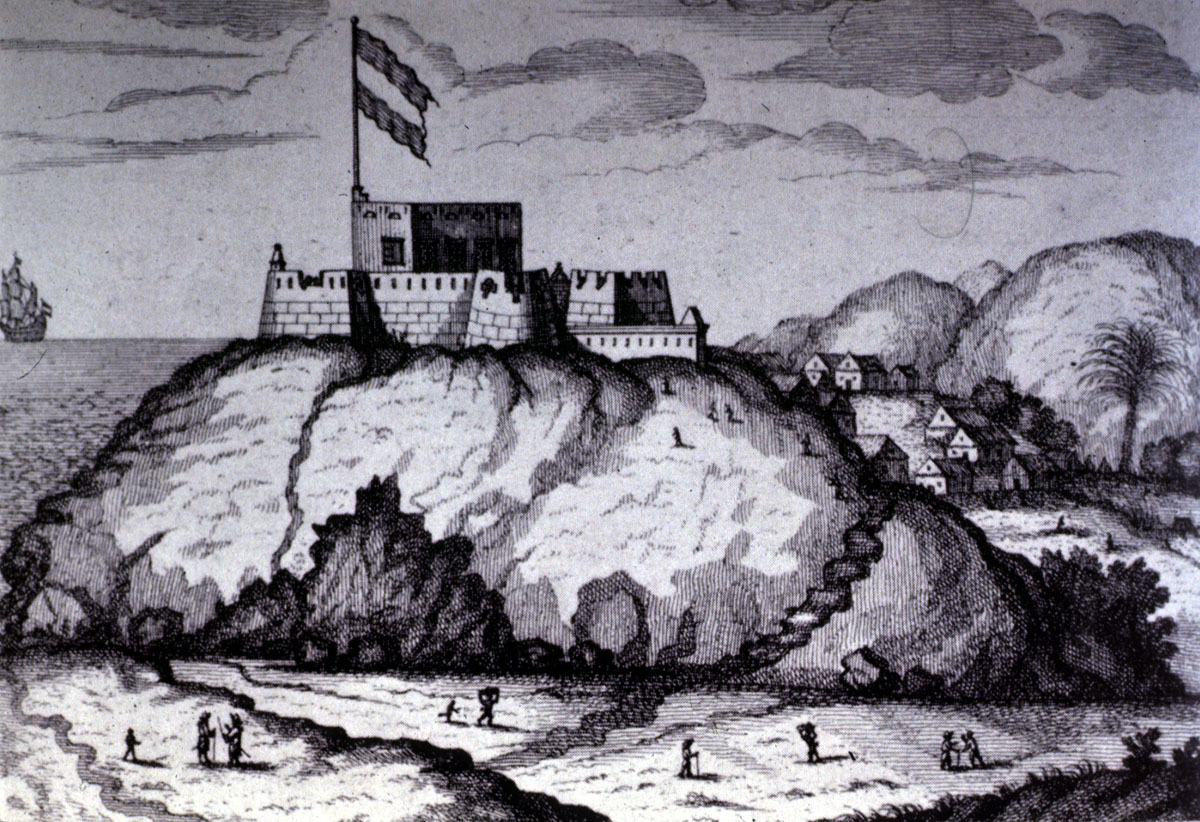
Forte Amsterdam
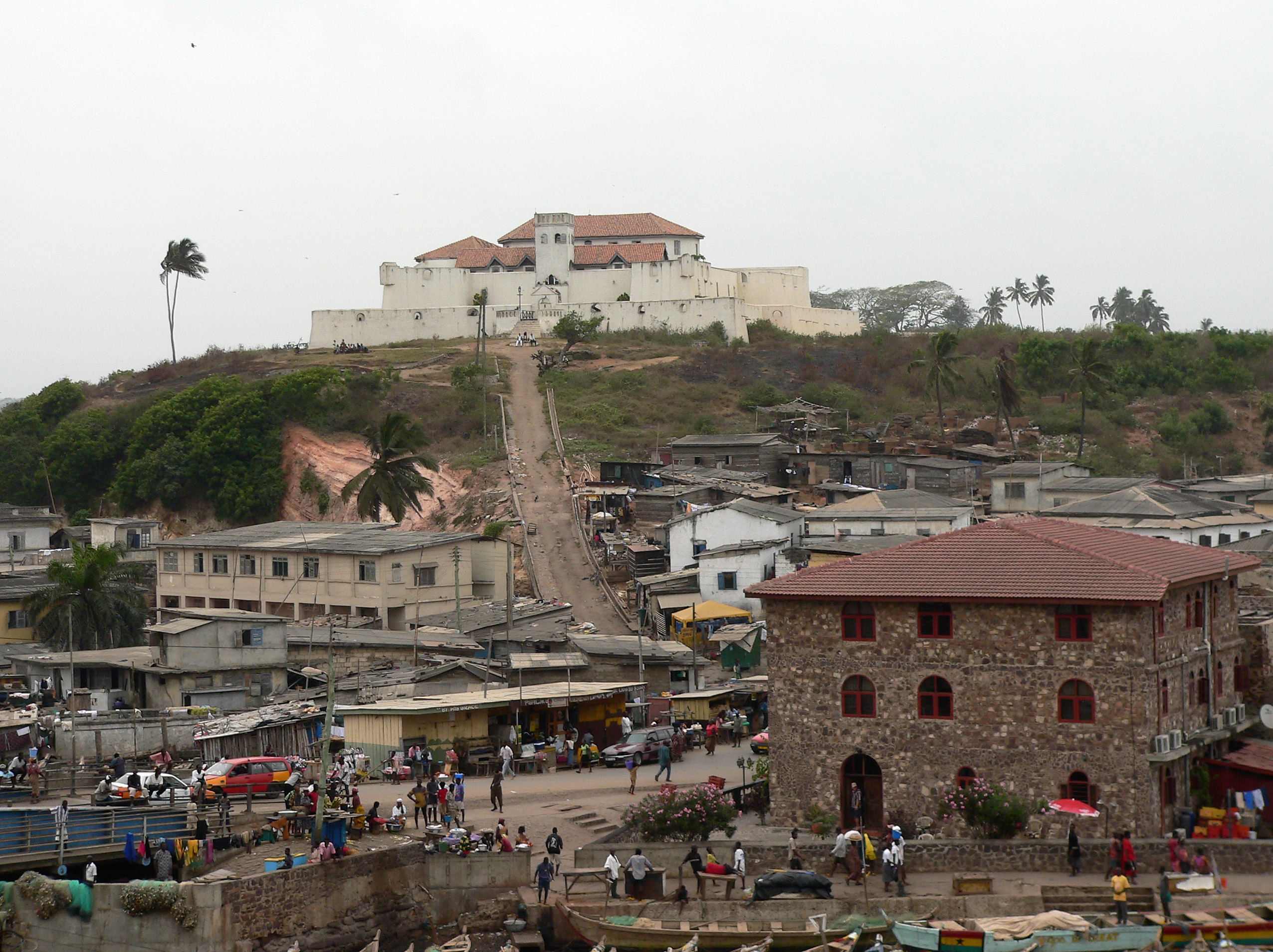
Forte de S. Jago
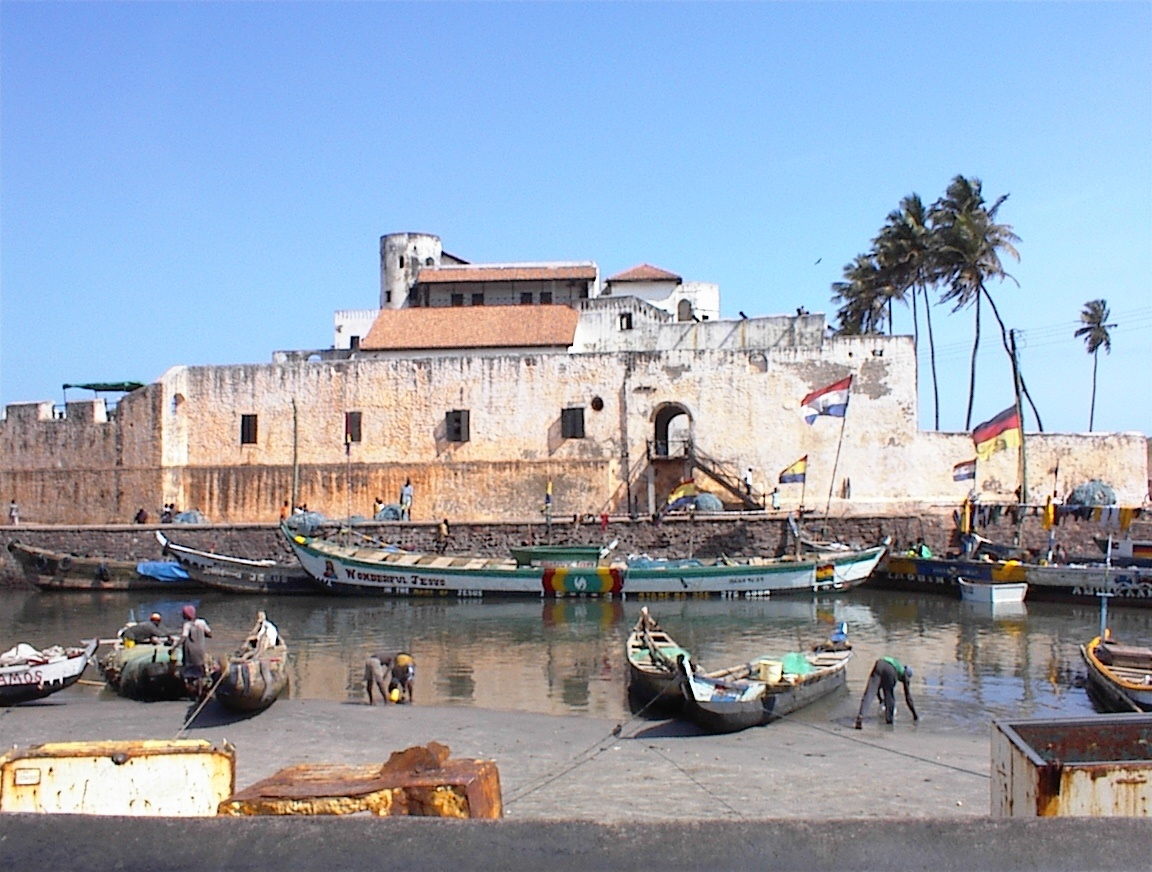
Castelo de Elmina
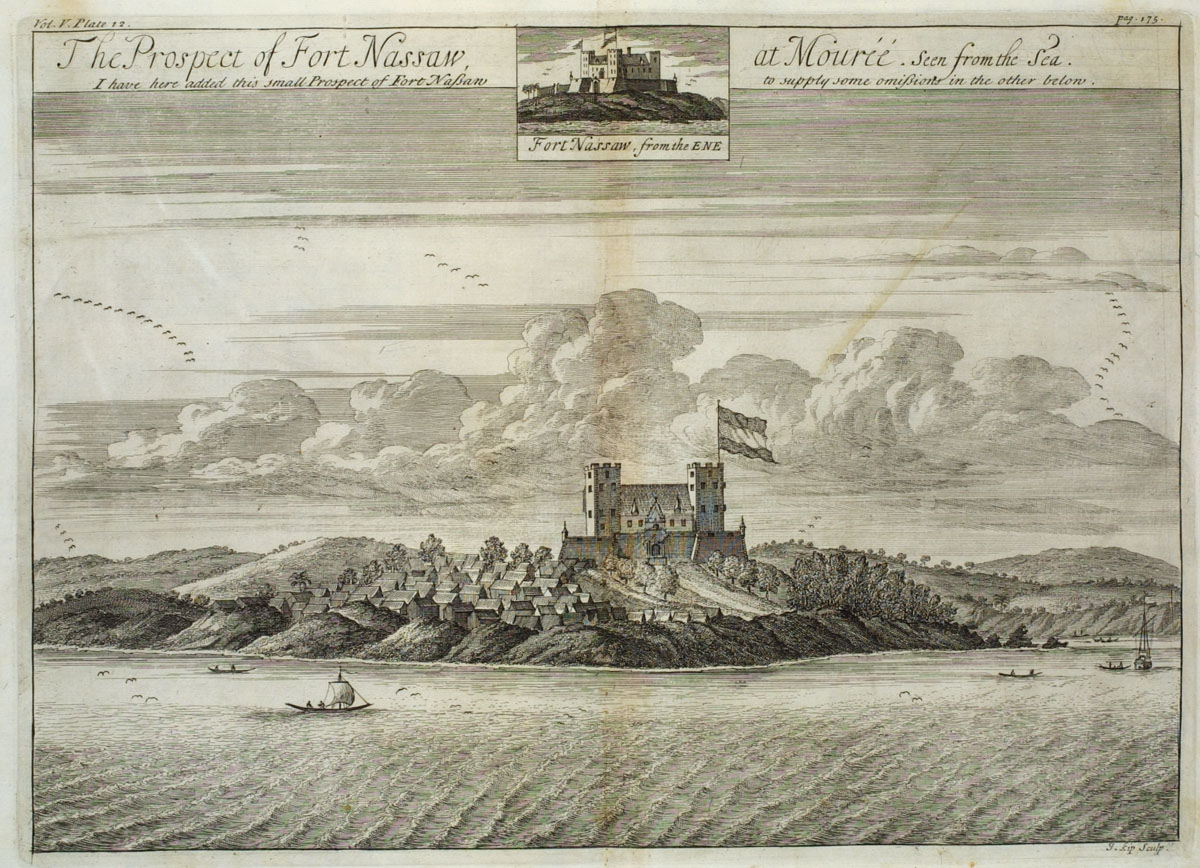
Fort Nassau